# Département Hauts-de-Seine
Das Département des Hauts-de-Seine [odˈsɛn] (deutsch „Seine-Höhen“) ist das französische Département mit der Ordnungsnummer 92. Es liegt in der Region Île-de-France im Großraum Paris und umfasst überwiegend die Vororte im Westen der Hauptstadt. Es zählt zu den wohlhabendsten Départements mit dem höchsten Pro-Kopf-Einkommen in Frankreich.

## Geographie
Das Département grenzt im Norden an das Département Val-d’Oise, im Nordosten an das Département Seine-Saint-Denis, umschließt den Westen von Paris, grenzt im Südosten an das Département Val-de-Marne, im Süden an das Département Essonne sowie im Westen an das Département Yvelines.

## Geschichte
Das Département Hauts-de-Seine entstand 1968 bei der Aufteilung der Départements Seine und Seine-et-Oise in kleinere Départements.

## Städte
Die bevölkerungsreichsten Gemeinden des Départements Hauts-de-Seine sind:
| Stadt                | Einwohner (2022) | Arrondissement       |
| -------------------- | ---------------- | -------------------- |
| Boulogne-Billancourt | 120.205          | Boulogne-Billancourt |
| Nanterre             | 98.119           | Nanterre             |
| Asnières-sur-Seine   | 91.457           | Nanterre             |
| Colombes             | 90.692           | Nanterre             |
| Courbevoie           | 81.945           | Nanterre             |
| Rueil-Malmaison      | 80.842           | Nanterre             |
| Levallois-Perret     | 68.412           | Nanterre             |
| Issy-les-Moulineaux  | 67.695           | Boulogne-Billancourt |
| Clichy               | 65.102           | Nanterre             |
| Antony               | 64.026           | Antony               |
| Neuilly-sur-Seine    | 59.200           | Nanterre             |
| Clamart              | 56.882           | Antony               |

## Verwaltungsgliederung

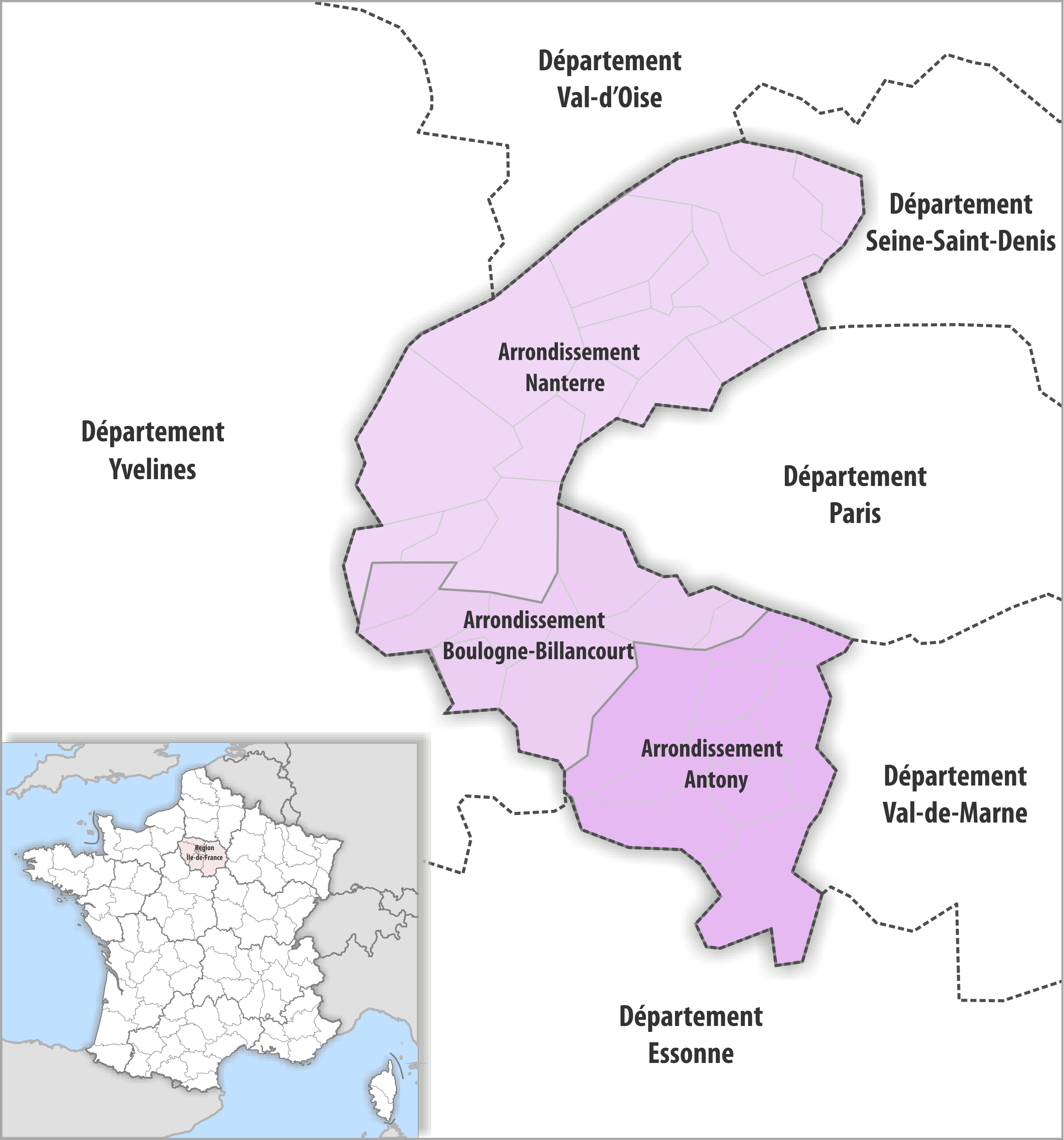
Gemeinden und Arrondissements im Département Hauts-de-Seine

Départementseinteilung der Île-de-France vor und nach 1968

Das Département Hauts-de-Seine gliedert sich in 3 Arrondissements, 23 Kantone und 36 Gemeinden:
| Arrondissement             | Kantone | Gemeinden | Einwohner 1. Januar 2022 | Fläche km² | Dichte Einw./km² | Code INSEE |
| -------------------------- | ------- | --------- | ------------------------ | ---------- | ---------------- | ---------- |
| Antony                     | 6       | 11        | 408.084                  | 47,36      | 8.617            | 921        |
| Boulogne-Billancourt       | 6       | 8         | 318.738                  | 36,49      | 8.735            | 923        |
| Nanterre                   | 13      | 17        | 920.613                  | 91,76      | 10.033           | 922        |
| Département Hauts-de-Seine | 23      | 36        | 1.647.435                | 175,61     | 9.381            | 92         |

Siehe auch:
- Liste der Gemeinden im Département Hauts-de-Seine
- Liste der Kantone im Département Hauts-de-Seine
- Liste der Gemeindeverbände im Département Hauts-de-Seine